# Austin A95
Austin A95 – samochód osobowy klasy średniej-wyższej produkowany przez brytyjską firmę Austin w latach 1956–1959. Dostępny jako 4-drzwiowy sedan. Do napędu użyto silnika R6 o pojemności 2,6 litra. Moc przenoszona była na oś tylną poprzez 4-biegową manualną lub 3-biegową automatyczną skrzynię biegów. Samochód został zastąpiony przez model A99. Powstało 28065 egzemplarzy modelu.

## Dane techniczne

### Silnik
- R6 2,6 l (2639 cm³), 2 zawory na cylinder, OHV
- Układ zasilania: gaźnik
- Średnica cylindra × skok tłoka: 79,37 mm × 88,90 mm
- Stopień sprężania: 8,3:1
- Moc maksymalna: 93 KM (69 kW) przy 4500 obr./min
- Maksymalny moment obrotowy: 176 N•m przy 2000 obr./min

## Galeria

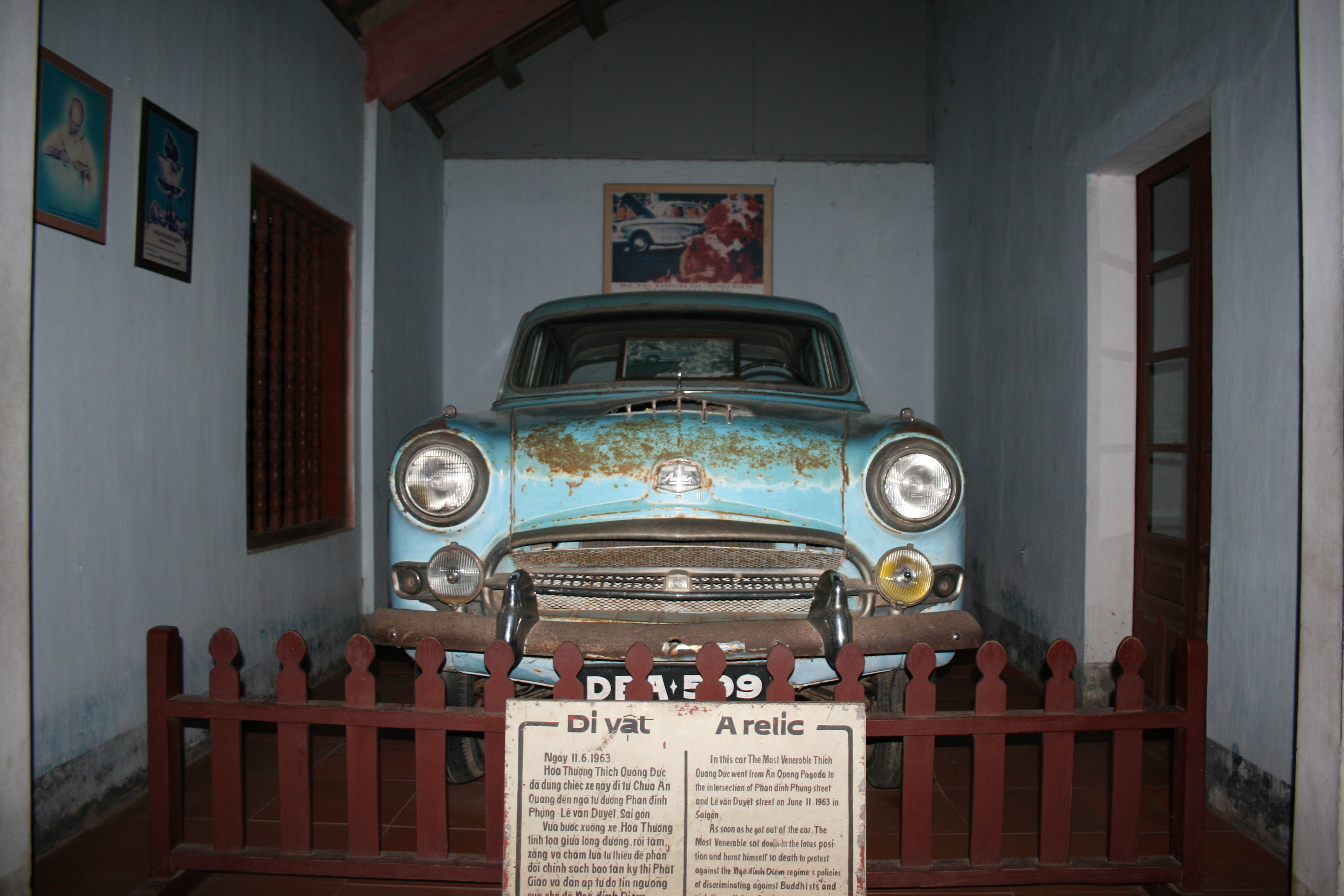
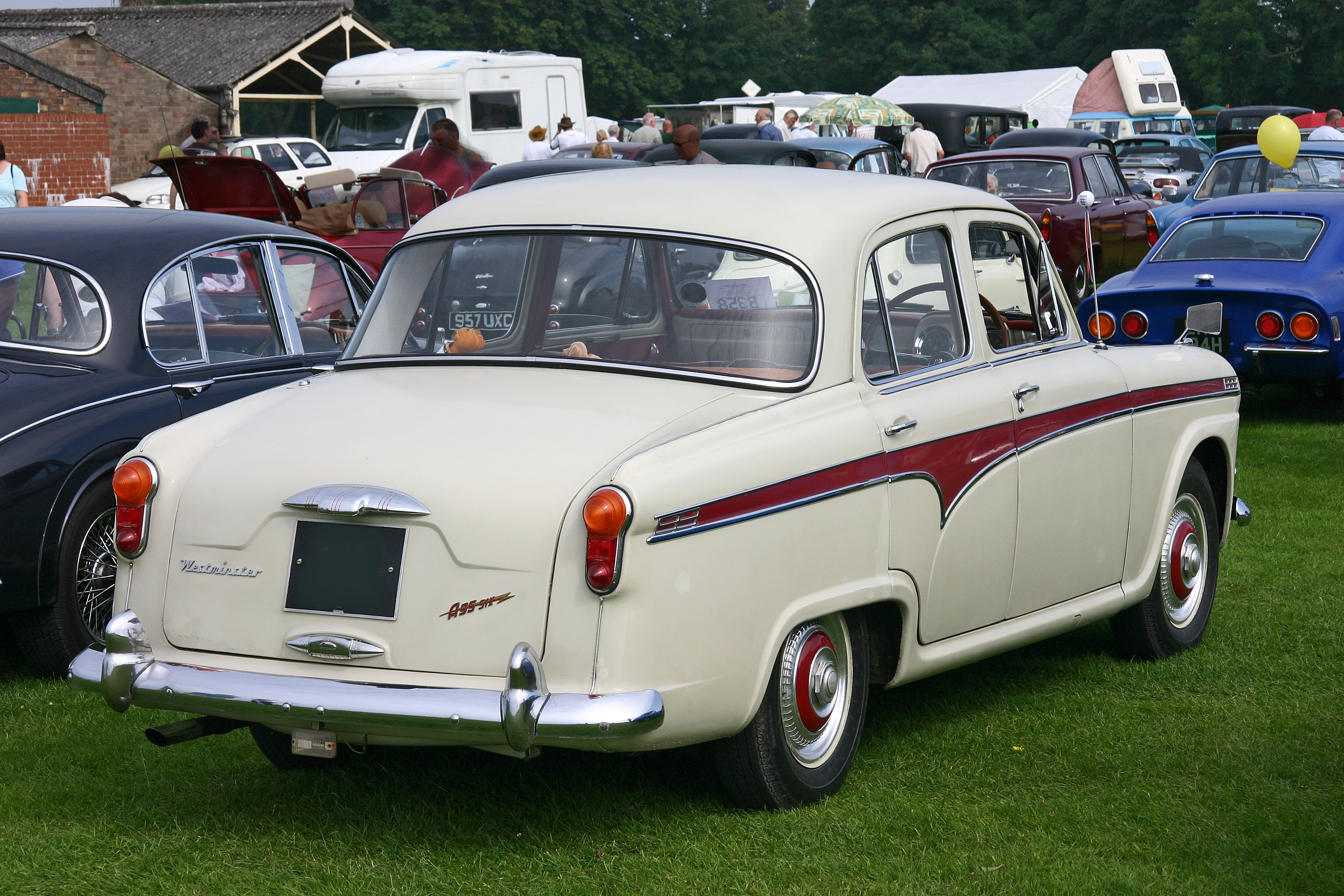

### Osiągi
- Przyspieszenie 0-100 km/h: b/d
- Prędkość maksymalna: b/d